# Договір схову
Договір схову — цивільно-правовий договір, за яким одна сторона (охоронець) зобов'язується зберігати майно, передане їй другою стороною, і повернути це майно в цілості.

За загальним правилом договір зберігання є реальним, тобто вважається укладеним з моменту передачі майна на зберігання.

В тих випадках, коли договір укладається з професійним зберігачем, він може бути побудований як консенсусний (річ передається в передбачений зразком договору зберігання термін).

Договір зберігання може бути елементом іншого договору (договору перевезення, поставки та ін.), В цьому випадку до відносин сторін щодо зберігання речі застосовуються норми про договір зберігання.